# Ethel Ogden
Sarah Ethel Ogden (Sackville, 22 de marzo de 1869-ibidem, 3 de marzo de 1902) fue una pintora y educadora canadiense. Fue central en el desarrollo de la pintura en porcelana en el Departamento de Bellas Artes del Mount Allison Ladies' College. Su trabajo y contribuciones han salido a la luz a través de investigaciones, becas y exposiciones.

## Vida y carrera
Sarah Ethel Ogden nació en Sackville, Nuevo Brunswick, en 1869, hija del constructor naval y propietario de molino William Ogden y Alice Chase Barnes. La mayor de tres hermanas, creció en una familia de artistas. Su madre, Alice Chase Barnes, estudió arte en la primera clase de la Academia Femenina de la Universidad Mount Allison, conocida como Ladies' College, y recibió un Token of Merit en 1857. Pasó a enseñar en el departamento de arte de 1859 a 1863.

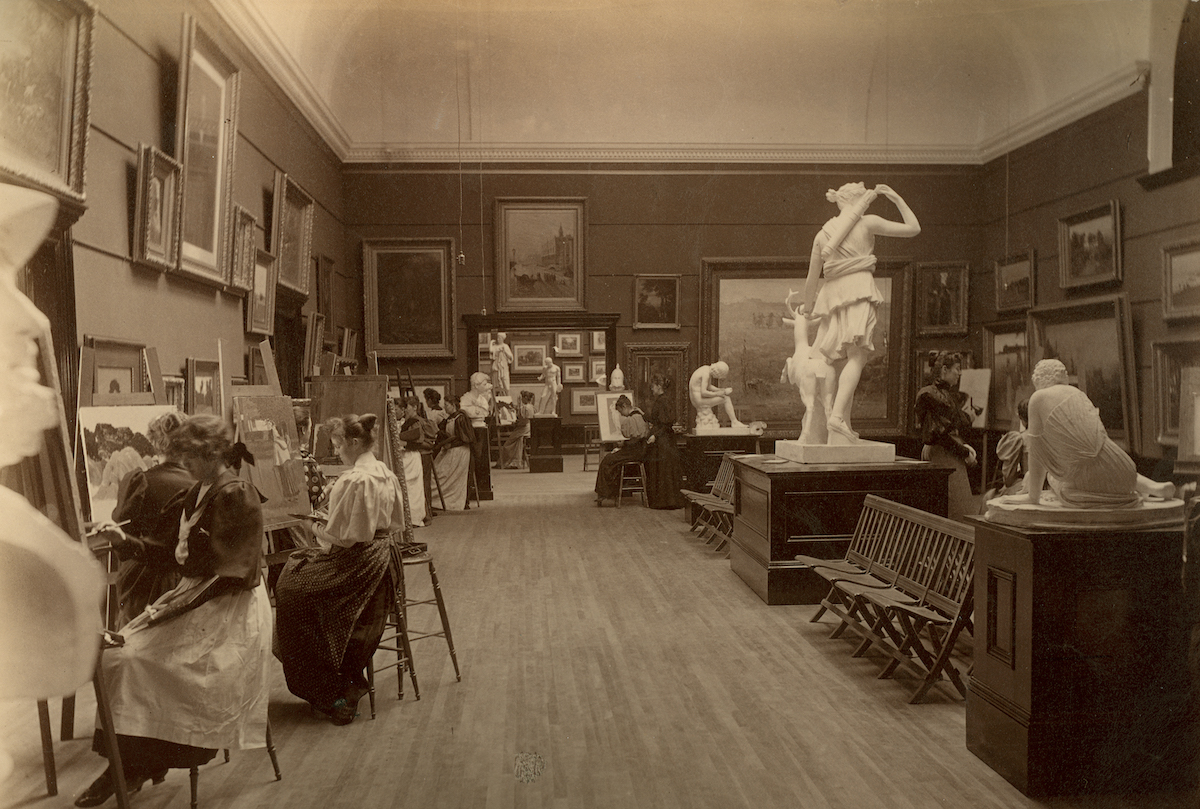
Clase de Mount Allison Ladies' College, galería central, Museo de Bellas Artes Owens, Sackville, NB, 1895; Ethel Ogden de pie, a la derecha.

Se matriculó en Mount Allison Ladies' College en 1883 a la edad de catorce años. En 1888, dejó el Colegio de Damas por la Institución de Arte Owens en Saint John, Nuevo Brunswick, donde estudió con el artista de Montreal, John A. Hammond. Citando dificultades financieras, la Institución de Arte Owens cerró en 1892 y su importante colección de enseñanza se transfirió a Mount Allison, donde John Hammond fue contratado como director del departamento de arte. Hay evidencia que sugiere que fue Ogden quien presentó la idea de transferir la colección de la Institución de Arte Owens a Mount Allison, lo que resultó en el establecimiento de la Galería de Arte Owens.
En 1893, regresó al Ladies' College para completar su último año de estudios y ese mismo año también comenzó a enseñar. Al año siguiente fue nombrada para un puesto de profesora de tiempo completo.

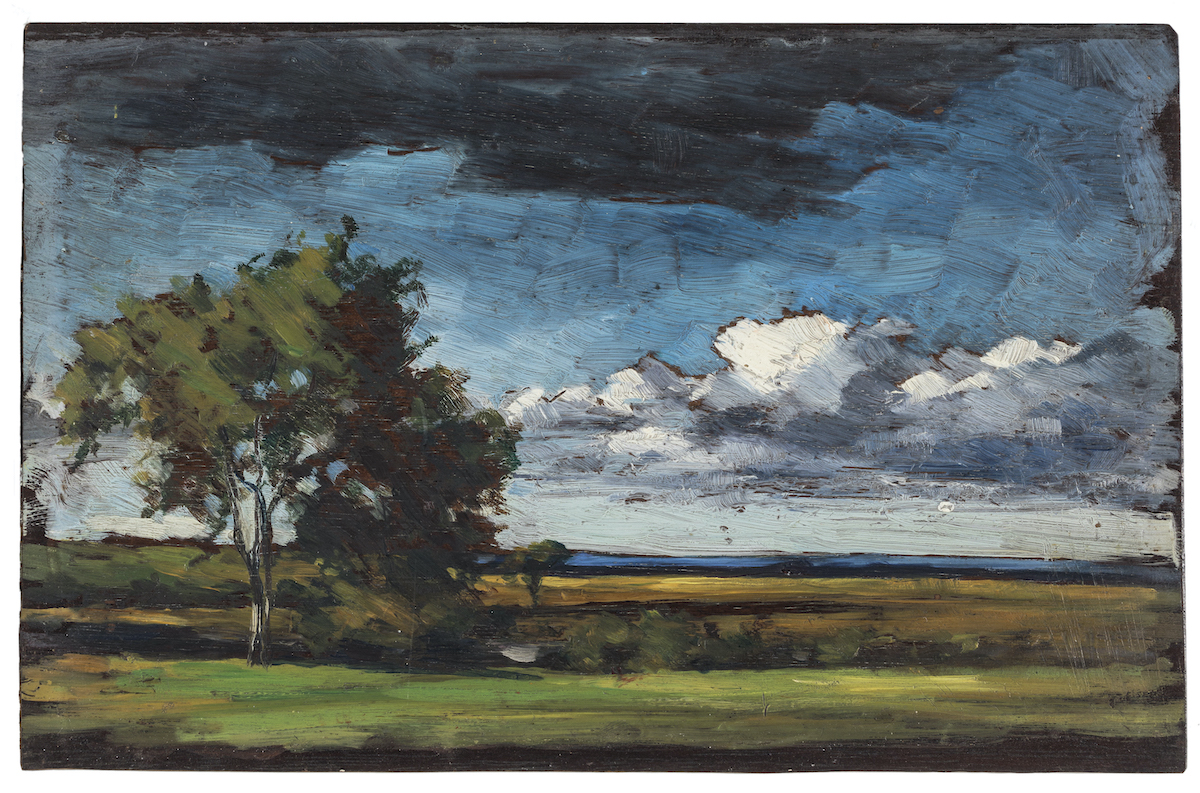
Ethel Ogden, sin título, sin fecha, óleo sobre tabla de caoba 21,1 × 13,7 cm. Colección de la Galería de Arte Owens. Regalo de la familia de Clementina Godfrey.

Pintó principalmente paisajes y naturalezas muertas, incluidos estudios florales. El curador Gemey Kelly describe su estilo de pintura como «modernista», y señala cómo el manejo de la pintura por parte de la artista sirve para «romper parcialmente la función de la pintura como puramente representativa, llamando la atención sobre su masa y materialidad».
En 1897, exhibió una pintura en la exposición de la Asociación de Arte de Mujeres de Canadá en la Galería Roberts en Toronto, Ontario.
Murió en Sackville en 1902 de tisis a la edad de 32 años.
El trabajo y las contribuciones de Ogden han salido a la luz a través de investigaciones, becas y exposiciones. Su obra ha sido objeto de dos importantes exposiciones. El primero, Ethel Ogden, comisariado por Gemey Kelly y Fredette Frame, se presentó en la Galería de Arte Owens de la Universidad Mount Allison en 1999. El segundo, The Matter at Hand: Paintings and Hand-painted China by Ethel Ogden, comisariado por Gemey Kelly y Jane Tisdale, se presentó en la Owens Art Gallery en 2018. La porcelana pintada a mano de Ethel Ogden se examinó en la exposición Ethel Ogden & Greta Ogden: Painted Porcelain 1889-1938, comisariada por Jane Tisdale en 2011.
Las hermanas de Ogden, Greta Submit Ogden (1875-1939) y Mary Haliburton (Burtie) Ogden (1878-1941) también se dedicaron a las artes. Greta Ogden estudió y enseñó arte en el Ladies' College, mientras que Mary Haliburton Ogden estudió música.

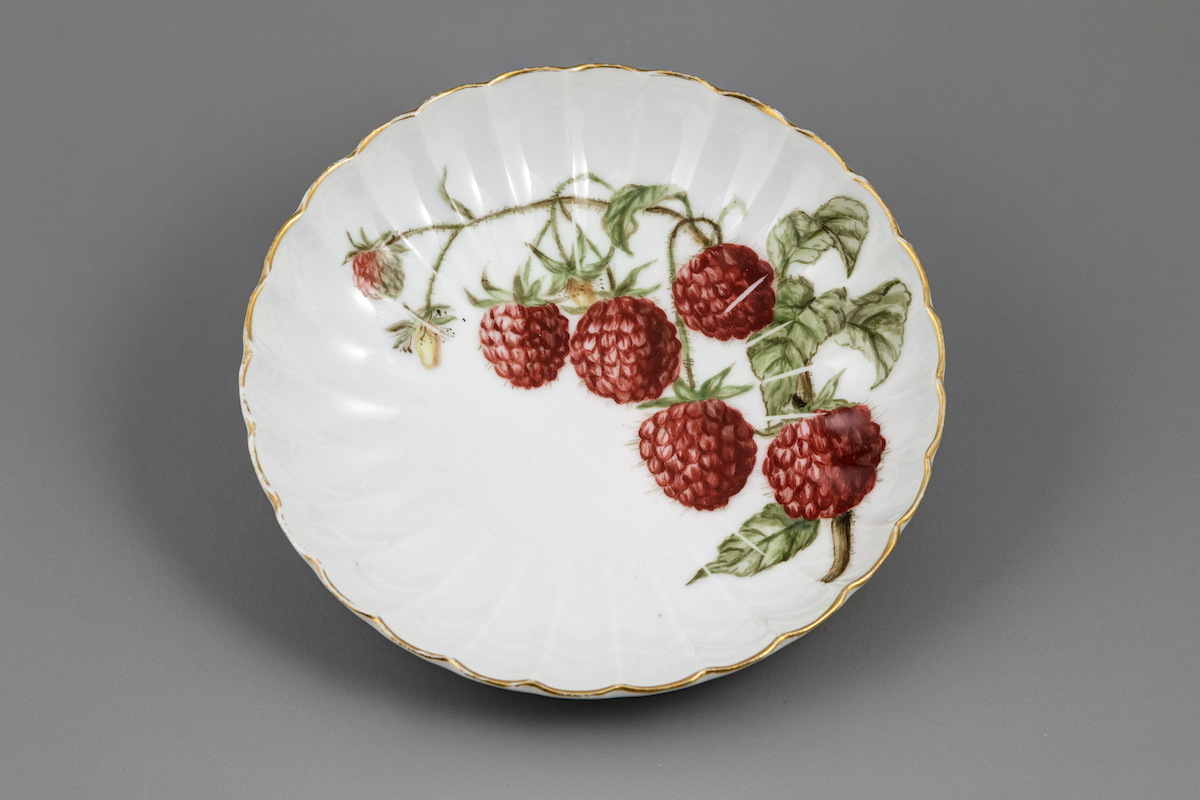
Ethel Ogden, Plato de frutas, 1889, porcelana pintada a mano, diámetro: 14,3 cm. Colección de la Galería de Arte Owens. Donación de Gerda, Joanna y Susannah Parlee.

El Premio Ogden Memorial establecido en memoria de Ogden, su madre Alice Chase Barnes y su hermana Greta Submit se otorga cada año a un estudiante de Bellas Artes en la Universidad Mount Allison.

## Porcelana pintada a mano
Ogden fue fundamental para el desarrollo de la pintura en porcelana dentro del Departamento de Bellas Artes del Mount Allison Ladies' College. La pintura en porcelana se agregó al plan de estudios del Ladies' College en 1887 y Ogden estaba enseñando pintura en porcelana en 1895. En 1897, viajó a Nueva York para estudiar pintura en porcelana con «uno de los mejores maestros de la metrópolis ... con el objetivo de mantenerse al día de las ideas más novedosas en esa línea».
En 2014, la artista canadiense Gisele Amantea creó una importante obra in situ titulada Remember the Ladies (Version 1), basada en motivos en porcelana pintada a mano por Ogden en la colección permanente de la Galería de Arte Owens. Este trabajo fue parte de la exposición MASS MoCA, Oh, Canada y se instaló en la Galería de Arte Owens como parte de la versión marítima de la exposición. En 2017, Amantea creó Remember the Ladies (Version 2), que se incluyó en la exposición colectiva Fabrications en la Galería de Arte Kelowna en Kelowna, Columbia Británica.